# Nguyễn Quốc Trường Thịnh
Nguyễn Quốc Thịnh (sinh ngày 2 tháng 6 năm 1992), thường được biết đến với nghệ danh Nguyễn Quốc Trường Thịnh, là một nam diễn viên truyền hình, diễn viên kịch, kiêm MC, người mẫu người Việt Nam.

## Tiểu sử và sự nghiệp
Nguyễn Quốc Trường Thịnh có tên khai sinh là Nguyễn Quốc Thịnh, sinh ngày 2 tháng 6 năm 1992 tại Tiền Giang.
Từ năm 2016, anh bắt đầu sự nghiệp với vai trò là MC, người mẫu ảnh và diễn viên. Anh từng góp mặt trong nhiều MV ca nhạc của các nghệ sĩ tên tuổi và cũng xuất hiện trong nhiều quảng cáo của các thương hiệu nổi tiếng như Honda, Samsung, Vinamilk,..
Từ năm 2017, tiếp nối thành công, anh bắt đầu tham gia các bộ phim truyền hình và được rộng rãi người xem đài biết đến và yêu mến. Nổi bật là vai diễn Nghĩa trong phim "Cali mùa hoa vàng" của đài truyền hình Vĩnh Long, vai diễn Trường Ca trong phim "Mẹ Trùm". Bên cạnh đó anh cũng thường xuyên góp mặt trong các gameshow và chương trình truyền hình thực tế cũng như các bộ phim Web Drama.
Anh cũng đang là cựu diễn viên kịch của sân khấu kịch Idecaf và cũng góp mặt trong các vở kịch "Mưu bà Tú" (vai Trịnh Hâm), "Ngôi nhà không có đàn ông",... Hiện tại anh là diễn viên sân khấu kịch Thiên Đăng.
Năm 2022, anh đoạt giải "Nam diễn viên Web Drama xuất sắc" tại Lễ trao giải Ngôi Sao Xanh. với vai diễn Đại Thái Tử & Xì Dách trong phim "Bụi đời chợ quê".

## Danh sách phim

### Phim truyền hình
| Năm  | Tựa phim                   | Vai diễn        | Đạo diễn                | Kênh    | Nguồn                       |
| ---- | -------------------------- | --------------- | ----------------------- | ------- | --------------------------- |
| 2017 | Điệp vụ Eva                | Thanh Phong     | Nguyễn Thành Chánh Trực | VTV9    |                             |
| 2017 | Hoàng tử ơi! Anh ở đâu?    | Duy Minh        | Huỳnh Vinh              | HTV7    |                             |
| 2018 | Cali mùa hoa vàng          | Nghĩa           | Xuân Phước              | THVL1   |                             |
| 2018 | Án nóng                    | Bảo             | Nguyễn Anh Tuấn         | SCTV14  |                             |
| 2018 | Biệt đội 12A1              | Huân            | Hiếu Vick               | SCTV14  |                             |
| 2018 | Những cô nàng ngổ ngáo     | Phú             | Phước Ngô               | HTV7    |                             |
| 2019 | Không lối thoát            | Vũ              | Xuân Phước              | THVL1   |                             |
| 2019 | Thả lưới bắt em            | Minh Đạo        | Quyền Lộc               | TodayTV |                             |
| 2019 | Em chưa muốn lấy chồng     | Lê Lâm          | Luk Vân                 | VTV9    |                             |
| 2020 | Hoa trong bão              | Thành           | Trần Cảnh Đôn           | SCTV14  | [ 6 ]                       |
| 2020 | Nhật ký nàng xuân          | Vũ              | Trác Huỳnh Nhật Tân     | HTV9    |                             |
| 2020 | Nhất gia bách truyện       | Quang Đăng      | Dương Quốc Lịch         | TodayTV |                             |
| 2020 | Phía sau bóng tối          | Tuấn            | Nguyễn Xuân Hiệp        | SCTV14  |                             |
| 2021 | Chuông gió                 | Lê Anh Nguyên   | Võ Hoàng Hiệp           | SCTV14  |                             |
| 2021 | Bồ công anh trước gió      | Quang Vinh      | Quách Khoa Nam          | SCTV14  |                             |
| 2021 | Chọc tức vợ yêu            | Thái Huy        | Nguyễn Đức Nhật Thanh   | HTV2    |                             |
| 2021 | Đố ba biết mẹ đang nghĩ gì | Ngạn            | Lý Khắc Lynh            | VTV9    |                             |
| 2021 | Mẹ trùm                    | Trường          | Nguyễn Hồng Chi         | HTV7    | [ 7 ] [ 8 ] [ 9 ]           |
| 2022 | Xuân ấm tình người         | Huấn            | Quách Khoa Nam          | THVL1   |                             |
| 2022 | Vũ điệu đón xuân           | Long            | Xuân Phước              | THVL1   |                             |
| 2022 | Trà táo đỏ (phần 2)        | Trường Thịnh    | Chu Thiện               | THVL1   |                             |
| 2022 | Sống ảo                    | Đồng            | Thanh Bình              | HTV 9   | [ 10 ]                      |
| 2022 | Mộng ước tương lai         | Sơn Phong       | Đỗ Khôi                 | HGTV    |                             |
| 2022 | Hồng nhan                  | Nghĩa           | Nguyễn Quang Minh       | SCTV14  |                             |
| 2022 | Vợ quan                    | Thái Công Tử    | Nhâm Minh Hiền          | SCTV14  | [ 11 ]                      |
| 2022 | Bí mật nghiệt ngã          | Duy             | Phạm Huỳnh Đông         | THVL1   |                             |
| 2023 | Ăn tết miệt vườn           | Long            | Quách Khoa Nam          | THVL1   |                             |
| 2023 | Tình yêu dối lừa           | Khải Quốc       | Trần Ngọc Phong         | THVL1   | [ 12 ] [ 13 ] [ 14 ] [ 15 ] |
| 2023 | Vạn dặm nhân sinh          | Minh Tâm        | Quách Khoa Nam          | VTV9    | [ 16 ]                      |
| 2023 | Tình đầu                   | Leon Tuấn Triết | Lý Khắc Lynh            | SCTV14  | [ 17 ] [ 18 ]               |
| 2023 | Bí mật của luật sư         | Tuấn Khải       | Dũng Nghệ               | SCTV14  | [ 19 ]                      |
| 2023 | Đánh cắp số phận           | Hải Đăng        | Chu Thiện               | THVL1   | [ 20 ] [ 21 ]               |
| 2024 | Tết sum vầy                | Paul            | Vương Quang Hùng        | THVL1   |                             |
| 2024 | Báo thù                    | Đại uý Thạch    | Thái Trình              | SCTV14  |                             |
| 2025 | Yêu lần nữa                | Nhật Hải        | Nguyễn Dương            | THVL 1  | [ 22 ]                      |
| 2025 | Nắng khuya                 | Nam Kha         | Nhâm Minh Hiền          | VTV 9   |                             |
| 2025 | Nhà Bà Hà Vui Quá À        | Lộc             | Đỗ Khôi                 | HTV 7   |                             |

### Web Drama
| Năm  | Tựa phim         | Vai diễn              | Kênh     | Nguồn         |
| ---- | ---------------- | --------------------- | -------- | ------------- |
| 2022 | Bụi đời chợ quê  | Đại Thái Tử & Xì Dách | Shine TV | [ 23 ] [ 24 ] |
| 2024 | Kết thúc sai lầm | Tùng                  | M-FILM   |               |

### Điện ảnh
| Năm  | Bộ Phim             | Vai diễn         | Đạo diễn | Vai Trò |
| ---- | ------------------- | ---------------- | -------- | ------- |
| 2018 | Cà chớn anh đừng đi | Thầy dạy âm nhạc | Đỗ Cường | Vai phụ |

## Tham gia MV ca nhạc
| Năm  | Tựa                            | Ca sĩ           | Vai trò   | Nguồn  |
| ---- | ------------------------------ | --------------- | --------- | ------ |
| 2016 | Sau tất cả                     | Erik & Minh Như | Diễn viên | [ 25 ] |
| 2017 | Chạm khẽ tim anh một chút thôi | Noo Phước Thịnh | Diễn viên | [ 26 ] |
| 2017 | Giận mà thương                 | Sơn Ca          | Diễn viên | [ 27 ] |
| 2017 | Hạnh phúc nào đợi ta           | Phúc Anh        | Diễn viên | [ 28 ] |
| 2018 | Đừng quên tên anh              | Hoa Vinh        | Diễn viên | [ 29 ] |
| 2019 | Em đừng hỏi                    | Ưng Hoàng Phúc  | Diễn viên | [ 30 ] |
| 2019 | Hoa tím mười giờ               | Phương Anh      | Diễn viên | [ 31 ] |
| 2021 | Bạn lòng                       | Nét Xuân        | Diễn viên | [ 32 ] |
| 2021 | Liên khúc một thuở yêu người   | Lưu Ánh Loan    | Diễn viên | [ 33 ] |

## Kịch sân khấu
| Năm  | Tựa                       | Vai Diễn  | Sân khấu   | Nguồn |
| ---- | ------------------------- | --------- | ---------- | ----- |
| 2017 | Ngôi nhà không có đàn ông |           | Idecaf     | [ 2 ] |
| 2020 | Mưu bà Tú                 | Trịnh Hâm | Idecaf     | [ 1 ] |
| 2023 | Ngôi nhà trong mây        | Khang     | Thiên Đăng | [ 3 ] |

## Trò chơi truyền hình - Game Show
| Năm  | Tựa                        | Tập | Vai trò       | Nguồn  |
| ---- | -------------------------- | --- | ------------- | ------ |
| 2020 | Quả cầu bí ẩn 2            | 1   | Người chơi    | [ 34 ] |
| 2020 | Truy tìm cao thủ           | 32  | Người chơi    | [ 35 ] |
| 2020 | Truy tìm cao thủ           | 54  | Người chơi    | [ 36 ] |
| 2023 | Đối thủ bí ẩn (Mùa 2)      | 3   | Đối thủ bí ẩn | [ 37 ] |
| 2023 | Bộ 3 ăn ý                  | 13  | Người chơi    | [ 38 ] |
| 2024 | Nhanh như chớp (mùa 5)     | 20  | Người chơi    | [ 39 ] |
| 2024 | Đấu trường âm nhạc (mùa 5) | 9   | Người chơi    | [ 40 ] |
| 2025 | Song tài thách đấu         | 7   | Người chơi    | [ 41 ] |

## Truyền hình thực tế
| Năm  | Tựa          | Tập     | Vai trò   | Nguồn  |
| ---- | ------------ | ------- | --------- | ------ |
| 2017 | Lữ khách 24H | Tập 376 | Khách mời | [ 42 ] |

## Talk show
| Năm  | Tựa                   | Tập     | Vai trò   | Nguồn  |
| ---- | --------------------- | ------- | --------- | ------ |
| 2020 | Hóng chuyện Showbiz   | Tập 83  | Khách mời | [ 43 ] |
| 2021 | Có hẹn cùng HTVC      | Tập 33  | Khách mời | [ 44 ] |
| 2022 | Son môi đỏ            | Tập 343 | Khách mời | [ 45 ] |
| 2022 | Khoảnh khắc cuộc đời  | Tập 667 | Khách mời | [ 46 ] |
| 2023 | Phim trên THVL        | Kỳ 369  | Khách mời | [ 47 ] |
| 2023 | Phim trên THVL        | Kỳ 372  | Khách mời | [ 48 ] |
| 2023 | Phim trên THVL        | Kỳ 412  | Khách mời | [ 49 ] |
| 2023 | Phim trên THVL        | Kỳ 414  | Khách mời | [ 50 ] |
| 2024 | Phim trên THVL        | Kỳ 421  | Khách mời | [ 51 ] |
| 2024 | Gõ cửa nhà sao        |         | Khách mời | [ 52 ] |
| 2024 | Quán quen chuyện chất | [ 53 ]  | Khách mời |        |
| 2025 | Quán quen chuyện chất | [ 54 ]  | Khách mời |        |
| 2025 | Phim trên THVL        | Kỳ 477  | Khách mời | [ 55 ] |
| 2025 | Phim trên THVL        | Kỳ 479  | Khách mời | [ 56 ] |
| 2025 | Phim trên THVL        | Kỳ 480  | Khách mời | [ 57 ] |

## MC - Người dẫn chương trình
| Năm  | Tên chương trình   | Kênh    | Nguồn  |
| ---- | ------------------ | ------- | ------ |
| 2025 | Nhà có khách       | SCTV 14 | [ 58 ] |
| 2025 | Bàn tròn hạnh phúc | THVL 1  | [ 59 ] |

## Giải thưởng
| Năm  | Giải thưởng            | Hạng mục                                      | Tác phẩm đề cử     | Kết quả   | Nguồn         |
| 2022 | Ngôi Sao Xanh          | Nam diễn viên Web-drama xuất sắc nhất         | Bụi đời chợ quê    | Đoạt giải | [ 60 ]        |
| 2023 | Ngôi Sao Xanh          | Nam diễn viên truyền hình được yêu thích nhất | Vạn dặm nhân sinh  | Đoạt giải | [ 61 ]        |
| 2023 | Asia Television Awards | Nam diễn viên chính xuất sắc nhất             | Bụi đời chợ quê    | Đề cử     | [ 62 ]        |
| 2024 | Ngôi sao xanh          | Nam diễn viên truyền hình được yêu thích nhất | Bí mật của luật sư | Đề cử     | [ 63 ] [ 64 ] |
| 2024 | Ngôi sao xanh          | Nam diễn viên truyền hình được yêu thích nhất | Đánh cắp số phận   |           | [ 63 ] [ 64 ] |
| 2024 | Ngôi sao xanh          | Cặp đôi được yêu thích nhất                   | Đề cử              | [ 65 ]    |               |